# Microcentrus perdita
Microcentrus perdita är en insektsart som beskrevs av Charles Jean-Baptiste Amyot och Jean Guillaume Audinet Serville. Microcentrus perdita ingår i släktet Microcentrus och familjen hornstritar. Inga underarter finns listade i Catalogue of Life.